# Dmitri Japarov
Dmitri Semjonovitsj Japarov (Russisch: Дмитрий Семёнович Япаров) (Mozjga, 1 januari 1986) is een Russische langlaufer. Japarov is geboren in de autonome republiek Oedmoertië. In 2014 nam hij deel aan de Olympische spelen in Sotsji en behaalde met de Russische estafette een zilveren medaille.